# ادر ژوفر
ادر ژوفر (انگلیسی: Éder Jofre؛ زادهٔ ۲۶ مارس ۱۹۳۶) بوکسور، و سیاست‌مدار اهل برزیل است.